# عزلة مرهبة (صنعاء)

تعديل مصدري - تعديل

عزلة مرهبة هي إحدى عزل مديرية نهم في محافظة صنعاء اليمنية ويبلغ تعداد سكانها 6431 نسمة حسب التعداد السكاني في اليمن لعام 2004.